# News Corp
News Corp, een spin off van multimediabedrijf News Corporation met Rupert Murdoch als grootaandeelhouder, is sinds juni 2013 het moederbedrijf van bladen als The New York Post en de Wall Street Journal. Alle audiovisuele bedrijven van Murdoch zijn sinds juni 2013 onderdeel van 21st Century Fox.

## Activiteiten
De jaaromzet van het bedrijf schommelt rond 10 miljard dollar. Het is een breed media bedrijf met vijf activiteiten zoals digitale onroerend goed diensten, videodiensten, nieuws- en informatiediensten, een boekuitgeverij en een verzameling dagbladen. Alle vijf de onderdelen dragen ongeveer in gelijke mate aan de omzet van het bedrijf. Enkele bekende namen van publicaties en diensten van het bedrijf zijn: realestate.com.au, Realtor.com, Foxtel, FOX SPORTS Australia, talkSPORT, The Wall Street Journal, Dow Jones, Barron’s, The Australian, Herald Sun, The Sun, The Times, HarperCollins Publishers en nog meer.
De omzet wordt voor bijna de helft gerealiseerd door de verkoop van abonnementen op kranten en videodiensten, ongeveer een zevende zijn advertentie-inkomsten en een achtste zijn inkomsten uit de onroerend goed diensten.
Het heeft een gebroken boekjaar dat loopt van 1 juli tot en met 30 juni van het daaropvolgende jaar. Op 30 juni 2024 telde het bedrijf circa 23.900 medewerkers, waarvan 8100 in de Verenigde Staten, 5100 in het Verenigd Koninkrijk en 7400 in Australië. In februari 2023 werd het ontslag aangekondigd van 1250 medewerkers, circa 5% van het totaal, vanwege tegenvallende verkopen en resultaten.
Er zijn twee soorten aandelen, A en B, die allebei worden verhandeld op de NASDAQ en op de Australian Securities Exchange. De B-aandelen hebben volledig stemrecht en de A-aandelen hebben een beperkt stemrecht. De Murdoch Family Trust, met Rupert Murdoch en zijn oudste kinderen aan het hoofd, hebben zo'n 40% van het stemrecht in handen via B-aandelen.

## Geschiedenis
In oktober 2022 kwam Rupert Murdoch met het plan om de opsplitsing van tien jaar geleden ongedaan maken. Hij wilde News Corp en Fox Corporation weer bij elkaar brengen. Na de opsplitsing zijn juist andere mediabedrijven bij elkaar gevoegd en Murdoch wil met de fusie een groter bedrijf creëren, met de daarbij behorende schaalvoordelen en mogelijkheden om in de kosten te snijden. In 2019 had zijn zoon Lachlan Murdoch verklaard dat twee bedrijven niet zouden fuseren. Andere aandeelhouders waren minder overtuigd van dit plan, en twijfelden aan Ruport Murdochs intenties, hij heeft een groter aandelenbelang in Fox dan in News Corp. In januari 2023 werd het plan weer ingetrokken.